# 진도 (기업)
주식회사 진도는 대한민국의 모피 기업이다.

## 브랜드
- 진도모피
- 엘페
- 우바
- 끌레베